# Любачин
Любачин (бел. Любачын) — агрогородок на юго-западе Беларуси. Населённый пункт находится в Лунинецком районе Брестской области, входит в состав Дворецкого сельсовета. Население — 435 человек (2019).

## География
Любачин находится в 18 км к северо-востоку от города Лунинец. Агрогородок стоит на правом берегу реки Смердь, чуть ниже впадения в неё реки Выдранка. Близ южной окраины деревни проходит автомагистраль М10 (Кобрин — Гомель).

## Культура
- Музей ГУО "Любачинская средняя школа"

## Достопримечательности
- Памятник 108 землякам, погибшим в войну. В 1969 году установлен обелиск[2].